# Blaesoxipha atrox
Blaesoxipha atrox är en tvåvingeart som beskrevs av Thomas Pape 1994. Blaesoxipha atrox ingår i släktet Blaesoxipha och familjen köttflugor. Inga underarter finns listade i Catalogue of Life.